# Mnioes orbitalis
Mnioes orbitalis là một loài tò vò trong họ Ichneumonidae.